# Шабельник Ольга Кузьмівна
О́льга Кузьмі́вна Ша́бельник (01.06.1924, Липці Харківська обл. — 08.12.1999, Харків) — українська театральна акторка та співачка. Заслужена артистка УРСР, акторка академічного українського драматичного театру імені Тараса Шевченка, акторка Харківського театру юного глядача.

## Біографія
Народилася у с. Липці Харківського р-ну Харківської обл., закінчила Липецьку середню школу імені П. В. Щепкіна. У 1947 році закінчила Харківський театральний інститут. 
З 1951 по 1960 рік — акторка Харківського обласного драматичного театру, у наступні 5 років працює у Харківському театрі юного глядача.  У 1962 році отримала звання Заслуженої артистки України. У 1965-1988 роках працювала в Харківському державному академічному драматичному театрі ім. Т. Г. Шевченка.

## Фільмографія
- 1980 — Египетский гусь | Єгипетський гусак (роль: сільська жінка)[6][7]
- 1987 — Берёзовая ветка (роль: нянечка у лікарні)[8]